# 张根生
张根生（1923年3月—2008年1月17日），河北安平人，中华人民共和国政治人物。
1945年，担任中共安平县委副书记、书记。后改任中共安平县、永清县委书记。1951年，任中共广东省韶关地委副书记、书记。1954年，升任粤北行署副主任；次年升任主任。1956年，任中共广东省委秘书长。1972年，任中共广东省广州市委常委。1975年，任中共广东省委书记（即副書記，當時另設「省委第一書記」）。1978年，升任中华人民共和国农林部副部长；次年改任中华人民共和国农业部副部长。1979年，改任中共吉林省委书记。1982年，担任吉林省省长。1985年，任国务院经济研究中心主任。
广东省委书记任內主理1975年順德縣的八四海難（432人死）。